# Whitechapel (tunnelbanestation)
Whitechapel är en tunnelbanestation i Whitechapel i London Borough of Tower Hamlets i östra London, England, som trafikeras av District line och Hammersmith & City line. Stationen öppnades 1884. Till stationen ansluter originalstationen från 1876, denna del tillhör idag pendeltågslinjen London Overground med två spår på ett nedre plan. 2022 tillkom pendeltågslinje Elizabeth line med underjordisk station och två spår.

## Galleri

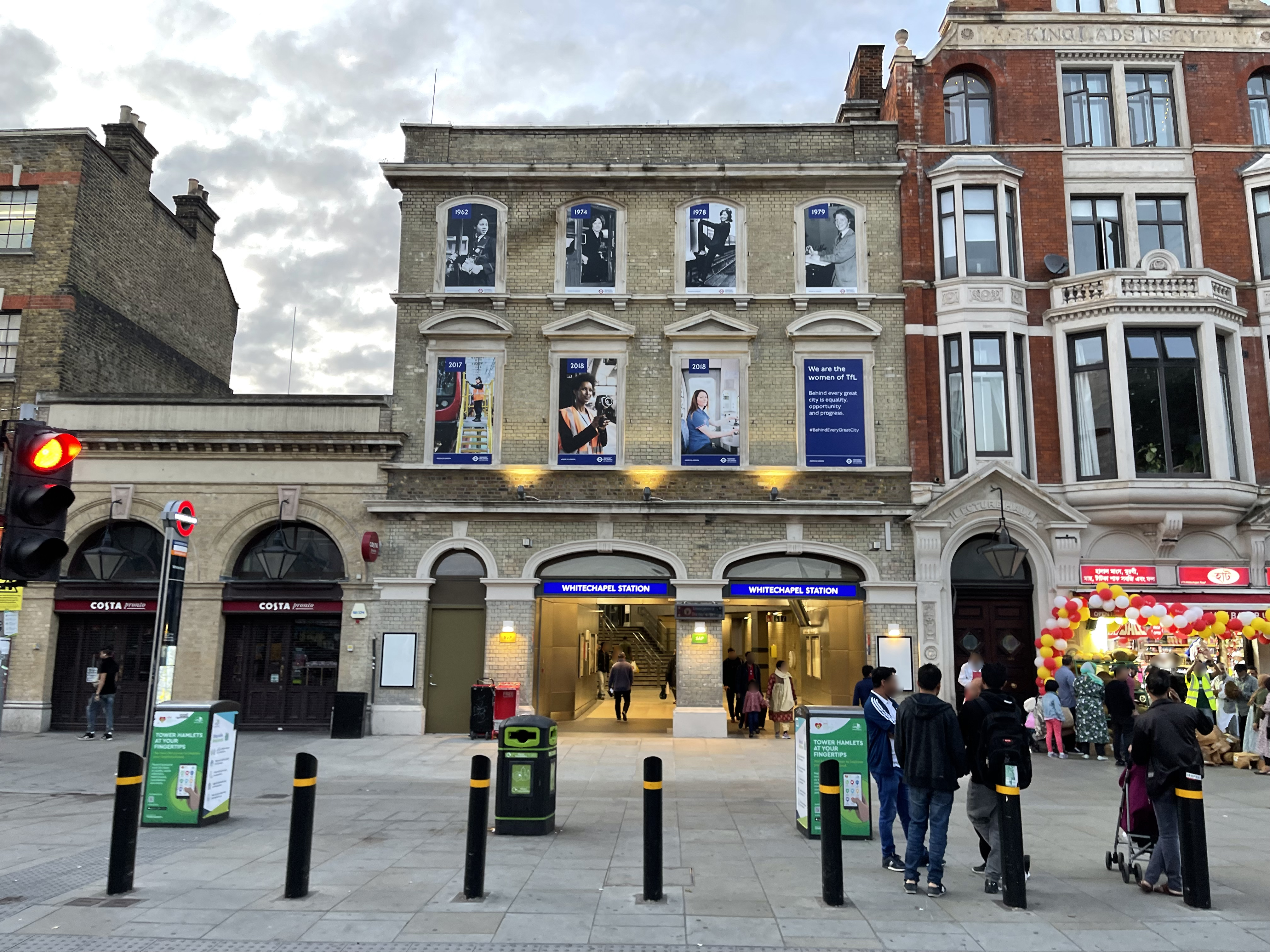
Entrén
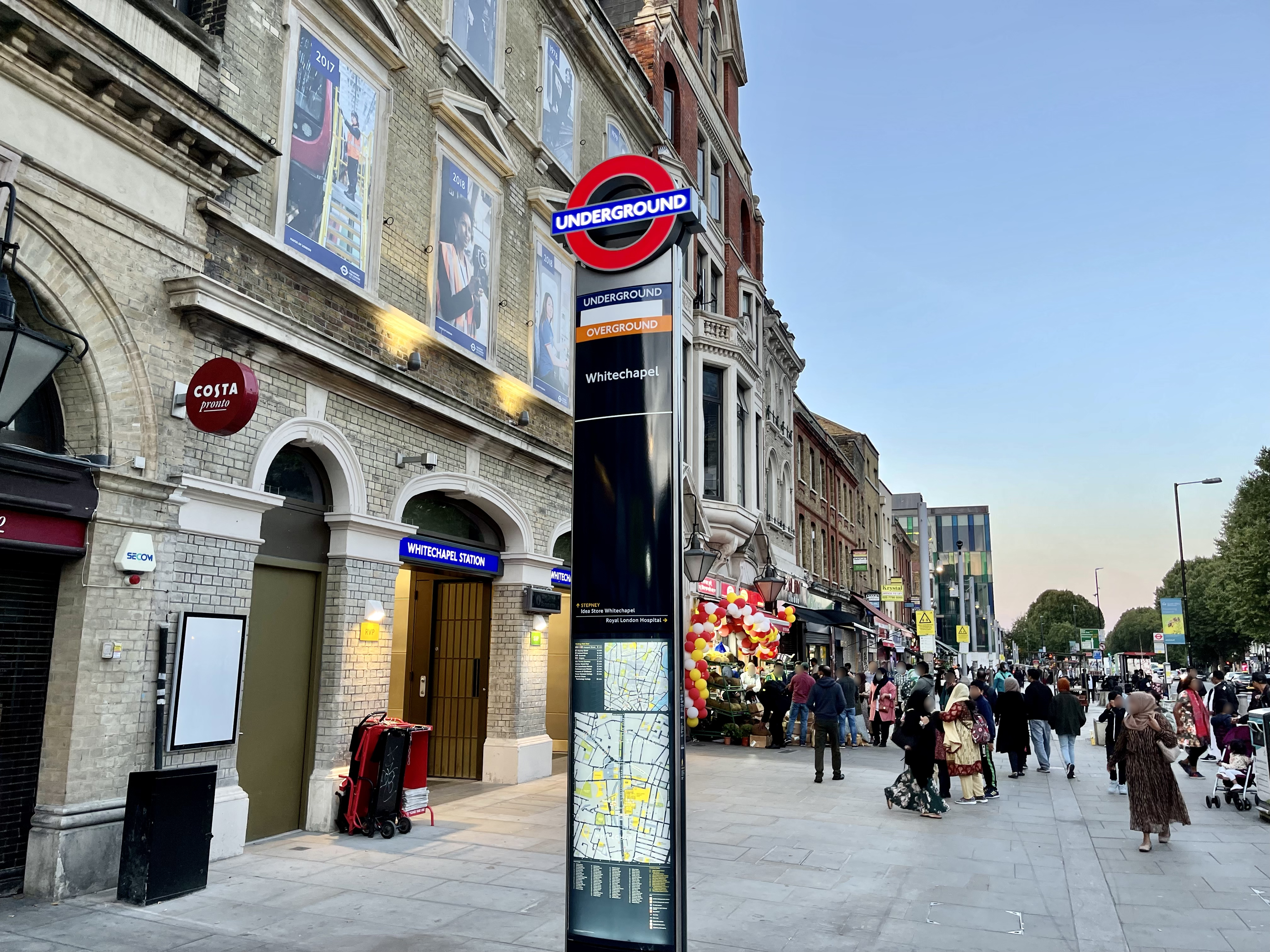
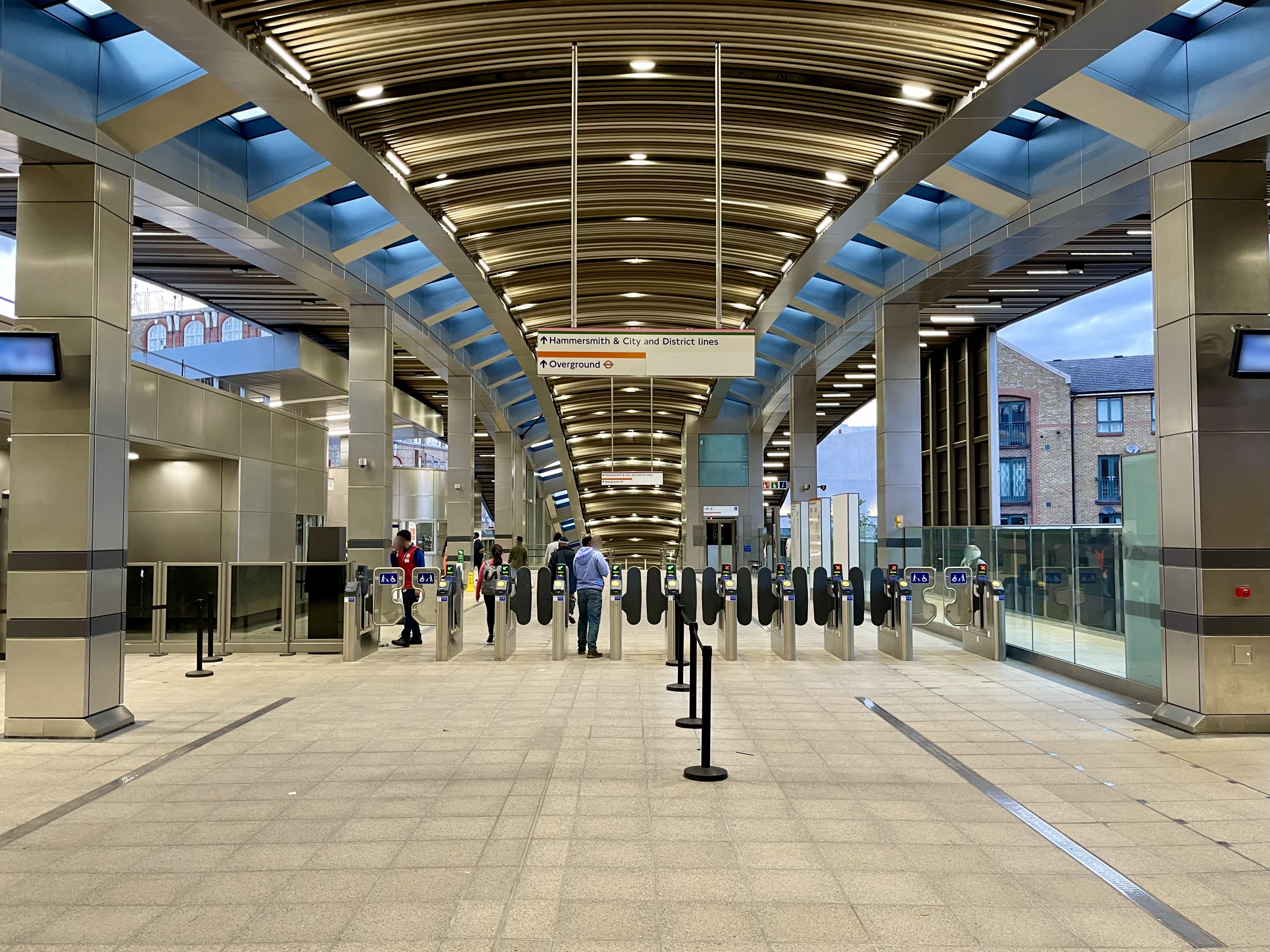
Spärrhallen
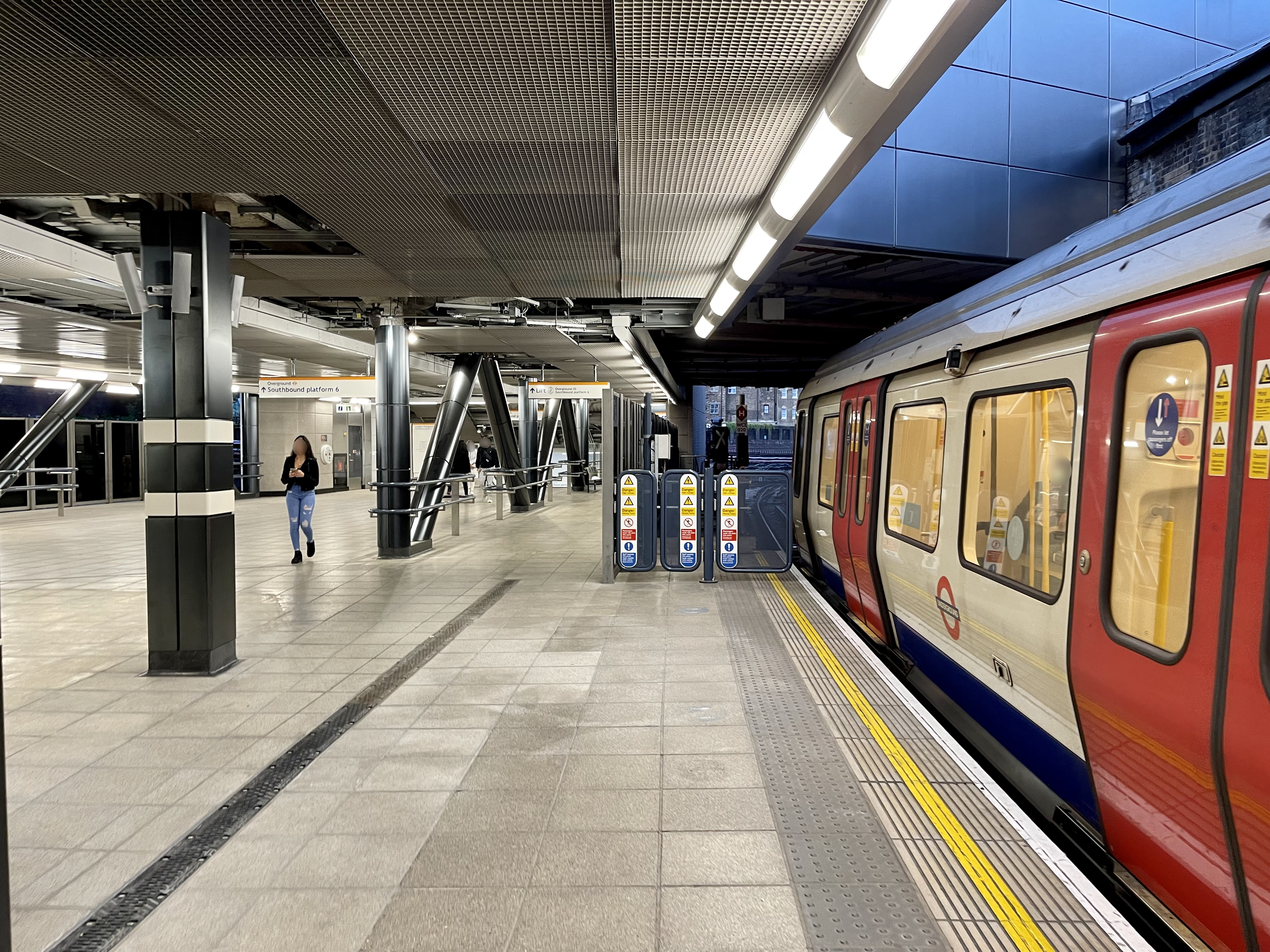
Tunnelbaneperrongen
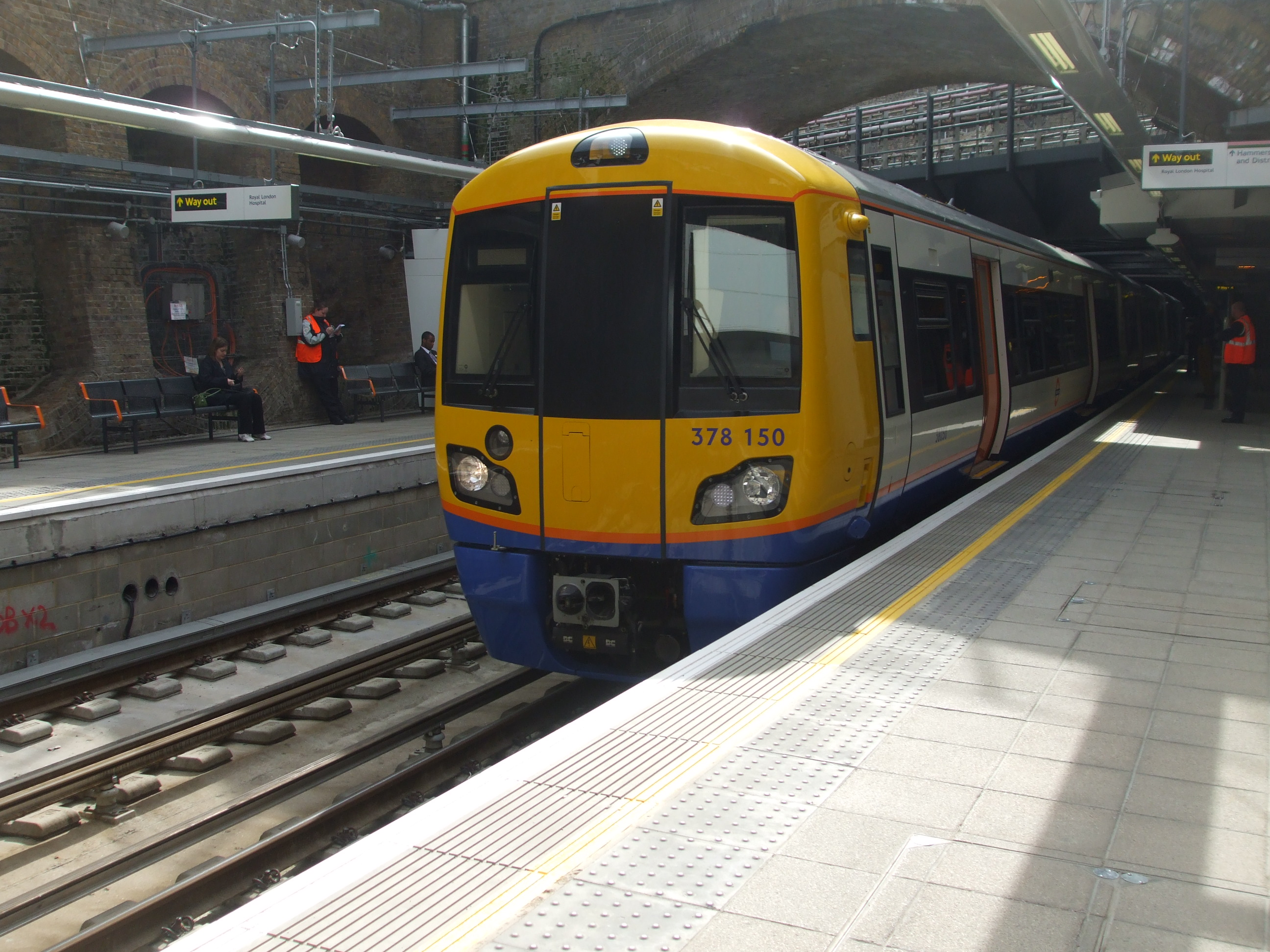
Pendeltågslinje London Overground
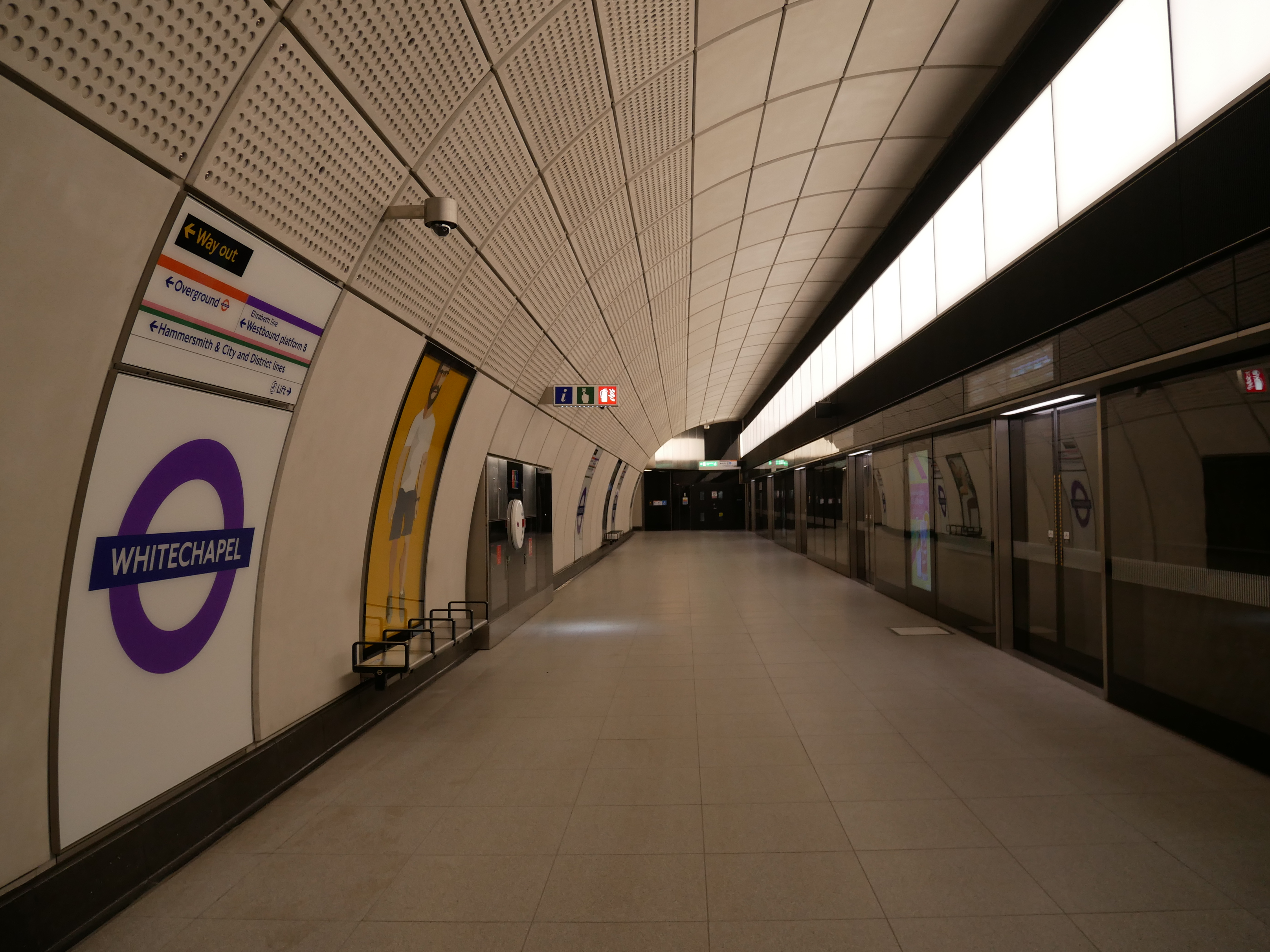
Pendeltågslinje Elizabeth line